# 高等裁判所
高等裁判所（こうとうさいばんしょ）は、裁判所の種別の一つ。国によって詳細は異なるが、概ね控訴審を担当することが多い。

## 日本
日本における高等裁判所は、下級裁判所の中の最上位の裁判所。日本国憲法第76条1項および裁判所法に基づいて設置される。高裁（こうさい）の略称がある。

### 概要
2017年5月時点において、高等裁判所は、東京都、大阪市、名古屋市、広島市、福岡市、仙台市、札幌市、高松市の全国8箇所に本庁が設置されている。本庁のほか、必要に応じて各本庁管内に支部が置かれる（裁判所法22条）。高等裁判所の支部は、秋田市（仙台高等裁判所秋田支部）、金沢市（名古屋高等裁判所金沢支部）、岡山市（広島高等裁判所岡山支部）、松江市（広島高等裁判所松江支部）、宮崎市（福岡高等裁判所宮崎支部）、那覇市（福岡高等裁判所那覇支部）の6箇所に設置されている。
また、2005年（平成17年）4月より、知的財産に関する係争について専門的に取り扱うための知的財産高等裁判所が東京高等裁判所の「特別の支部」として設置された。
高等裁判所の長たる裁判官は高等裁判所長官といい（最高裁判所と同じ。「所長」は地方裁判所のみ。裁判所法5条2項）、管内の司法行政上の事務を統括している。認証官でもある。
なお、高等裁判所に置かれる事務局の長である事務局長は法律上は裁判所事務官の職であるが、実際には裁判官が充てられる慣例となっている。

### 裁判権
高等裁判所は、以下の事項について裁判権を有する。
- 裁判所法第16条各号で規定されるもの
  - 地方裁判所の第一審判決、家庭裁判所の判決及び簡易裁判所の刑事に関する判決に対する控訴
  - 地方裁判所及び家庭裁判所の決定及び命令に対する抗告並びに簡易裁判所の刑事に関する決定及び命令に対する抗告
  - 刑事に関するものを除いて、地方裁判所の第二審（控訴審）判決及び簡易裁判所の判決に対する上告
  - 内乱、内乱予備、内乱陰謀、内乱等幇助の罪に係る訴訟の第一審
- 裁判所法第17条による、他の法律において特に定める権限
  - 人身保護法第4条の人身保護請求の第一審（地裁に請求することも可）
  - 公職選挙法第15章「争訟」（第203, 204, 207, 208, 210, 211, 217条）で規定される、選挙に関する行政訴訟の第一審（一部東京高等裁判所の専属管轄）
  - 最高裁判所裁判官国民審査法で規定する審査に関する行政訴訟の第一審（東京高等裁判所）
  - 日本国憲法の改正手続に関する法律で規定する国民投票無効訴訟の第一審（東京高等裁判所）
  - 独占禁止法第85条に規定される、独占禁止にかかる訴訟の第一審（東京高等裁判所）[出典無効]
  - 特許法第178条などで規定される特許庁の審決及び再審の却下の決定に対する第一審（東京高等裁判所）
  - 海難審判法第44条で規定される、海難審判所の裁決に対する訴訟の第一審（東京高等裁判所）
  - 電波法及びそれに基づく命令の規定による総務大臣の処分に対する訴えの第一審（東京高等裁判所）
  - 弁護士法16条、61条で規定する弁護士登録若しくは登録換えの請求の進達の拒絶の裁決又は懲戒処分の裁決（日弁連が行った場合は処分）に対する取消訴訟の第一審（東京高等裁判所）
  - 地方自治法第245条の8で規定する各大臣・都道府県知事による法定受託事務の代執行訴訟の第一審
  - 地方自治法第251条の5、第252条で規定する国・都道府県の関与に関する訴えの第一審
  - 逃亡犯罪人引渡法に規定する逃亡犯罪人引渡に関する裁判（東京高等裁判所）

また、上記の事項のうち、知的財産高等裁判所の取り扱う事項は次の通りである。
- 知的財産高等裁判所設置法第2条各号で規定されるもの
  - 特許権、実用新案権、意匠権、商標権、回路配置利用権、著作者の権利、出版権、著作隣接権若しくは育成者権に関する訴え又は不正競争（不正競争防止法第2条第1項に規定する不正競争）による営業上の利益の侵害に係る訴えについての地方裁判所の第一審判決に対する控訴で審理に専門的な知見を要するもの
  - 特許法第178条第1項、実用新案法第47条第1項、意匠法第59条第1項又は商標法第63条第1項などで規定される特許庁の審決及び再審の却下の決定に対する訴え
  - 上記以外で、主要な争点の審理に知的財産に関する専門的な知見を要する事件
  - 上記の訴訟事件と口頭弁論を併合して審理されるべき訴訟事件

### 高等裁判所の一覧と管轄地域
- 東京高等裁判所 - 東京都、神奈川県、埼玉県、千葉県、茨城県、栃木県、群馬県、山梨県、静岡県、長野県、新潟県
  - 知的財産高等裁判所 - 東京高等裁判所と同一であるが、地裁を第一審とする特許権、実用新案権、回路配置利用権又はプログラムの著作物についての著作者の権利に関する訴え（東京地裁及び大阪地裁が専属管轄を有する。）の控訴については、全国の事件に管轄がある。
- 大阪高等裁判所 - 大阪府、兵庫県、京都府、滋賀県、奈良県、和歌山県
- 名古屋高等裁判所 - 愛知県、岐阜県、三重県
  - 金沢支部 - 石川県、富山県、福井県
- 広島高等裁判所 - 広島県、山口県
  - 岡山支部 - 岡山県
  - 松江支部 - 島根県、鳥取県
- 福岡高等裁判所 - 福岡県、佐賀県、熊本県、長崎県、大分県（地裁・家裁佐伯支部地域を除く）
  - 宮崎支部 - 宮崎県、鹿児島県、大分県（地裁・家裁佐伯支部地域）
  - 那覇支部 - 沖縄県
- 仙台高等裁判所 - 福島県、山形県（地裁・家裁鶴岡、酒田支部地域を除く）、宮城県、岩手県、青森県（地裁・家裁弘前、五所川原支部地域を除く）
  - 秋田支部 - 秋田県、山形県（地裁・家裁鶴岡、酒田支部地域）、青森県（地裁・家裁弘前、五所川原支部地域）
- 札幌高等裁判所 - 北海道
- 高松高等裁判所 - 香川県、徳島県、愛媛県、高知県

## ドイツ
ドイツにおける高等裁判所（ドイツ語: Oberlandesgericht）は、ドイツの裁判所種別の一つ。上級ラント裁判所とも訳される。

### 裁判権
基本的には以下の裁判を担当する。
- 地方裁判所（ドイツ語: Landgericht）の民事事件判決、及び区裁判所（ドイツ語: Amtsgericht）の家事事件のうち同裁判所に設置される家庭裁判所の判決に対する控訴審
- 地方裁判所が控訴審として下した刑事事件判決に対する上告審
- 平和に対する罪、反逆罪等の重大刑事事件の第一審

裁判は原則として3人の裁判官の合議制。ただし、一定の民事事件については単独制となる場合もあるほか、第一審として重大刑事事件を審理する場合には5人の裁判官の合議制となる。